# Miller's Cove (Teksas)
Miller's Cove je gradić u američkoj saveznoj državi Teksas. Prema popisu stanovništva iz 2010. u njemu je živjelo 149 stanovnika.